# 阮福綿𡪠
阮福綿𡪠（越南语：／，1828年10月27日—1896年4月16日），越南阮朝明命帝第四十二子，生母才人阮氏姓。
明命九年九月十九日（1828年10月27日），阮福綿𡪠在順化皇城出生。紹治六年（1846年）三月，受封為海寧郡公（越南语：／）。嗣德三十六年（1883年）秋，協和帝即位，阮福綿𡪠成為協和帝親信。四個月後，尊室說和阮文祥廢黜協和帝，另立建福帝。阮福綿𡪠害怕遭遇禍事，和綏理王阮福綿寊等人前往順安汛尋求法國人庇護。但法國人隨後將他們一行人送回順化，交給阮朝朝廷處置。阮福綿𡪠被降為畿外侯，送往平定省安置。同慶乙酉年（1885年），同慶帝即位，准許他返回京城，不久又恢復郡公原爵。成泰八年（1896年），晉封海國公（越南语：／）。同年三月初四日（1896年4月16日），阮福綿𡪠去世，壽六十九歲，賜諡恭睦。葬於承天府香水縣居正總月瓢社。
阮福綿𡪠性格豪放，不喜拘束，喜歡鬥雞打獵。每次清朝商船進港，他都要花大價錢購買新鮮事物，遇到同好又轉手贈人。

## 子女
阮福綿𡪠有6子3女。後裔按御賜欠字部起名。
- 四子阮福洪歟
- 子阮福洪次，因盜掘皇族陵寢被剝奪尊室身份。
- 子阮福洪歖
- 子阮福洪㰬